# Velká cena Japonska silničních motocyklů 2008
Velká cena Japonska silničních motocyklů 2008 se uskutečnila od 26.-28. září, 2008 na okruhu Twin Ring Motegi.

## MotoGP
Valentino Rossi má příležitost v japonském Motegi rozhodnout o svém osmém titulu v kariéře. Stačí mu k tomu v případě že Casey Stoner vyhraje dojet do třetího místa. Mezitím co souboj o titul se zdá být rozhodnutý, je ve hře ještě druhé místo v konečném součtu. Zatím ho stále drží mladý australský obhájce titulu, ale Španěl Pedrosa je pouze sedm bodů za ním.
Hned po závodě v Indianapolis potvrdil tým Kawasaki Marca Melandriho jako svého jezdce pro následující dva roky. Společně s Johnem Hopkinsem budou tvořit vůbec nejsilnější jezdeckou sestavu od vstupu japonské továrny do Mistrovství světa v roce 2002.
Spekulace o přestupu Nickyho Haydena k tovární Ducati se potvrdily. Američan bude startovat v roce 2009 po boku Caseyho Stonera.
Haydena nahradí u Repsol Hondy letošní nováček Andrea Dovizioso. Zároveň s tímto oznámením ukončil společník JiR spolupráci s Hondou.
Suzuki i pro japonský závod nasadí třetí motocykl. Bude ho sedlat testovací jezdec Kósuke Akijoši.

### Kvalifikace
| *                                                | *                                               | *                                                 |
| _______1_______ Jorge Lorenzo Yamaha 1:45.543    |                                                 |                                                   |
|                                                  | _______2_______ Casey Stoner Ducati 1:45.831    |                                                   |
|                                                  |                                                 | _______3_______ Nicky Hayden Honda 1:45.971       |
| _______4_______ Valentino Rossi Yamaha 1:46.060  |                                                 |                                                   |
|                                                  | _______5_______ Daniel Pedrosa Honda 1:46.303   |                                                   |
|                                                  |                                                 | _______6_______ Loris Capirossi Suzuki 1:46.450   |
| _______7_______ Colin Edwards Yamaha 1:46.496    |                                                 |                                                   |
|                                                  | _______8_______ Randy de Puniet Honda 1:46.554  |                                                   |
|                                                  |                                                 | _______9_______ Šinja Nakano Honda 1:46.616       |
| _______10_______ James Toseland Yamaha 1:46.863  |                                                 |                                                   |
|                                                  | _______11_______ John Hopkins Kawasaki 1:46.888 |                                                   |
|                                                  |                                                 | _______12_______ Chris Vermeulen Suzuki 1:46.904  |
| _______13_______ Andrea Dovizioso Honda 1:46.907 |                                                 |                                                   |
|                                                  | _______14_______ Toni Elias Ducati 1:46.958     |                                                   |
|                                                  |                                                 | _______15_______ Sylvain Guintoli Ducati 1:47.400 |
| _______16_______ Marco Melandri Ducati 1:47.475  |                                                 |                                                   |
|                                                  | _______17_______ Anthony West Kawasaki 1:47.669 |                                                   |
|                                                  |                                                 | _______18_______ Alex de Angelis Honda 1:47.680   |
| _______19_______ Kósuke Akijoši Suzuki 1:48.671  |                                                 |                                                   |
| ------------------------------------------------ | ----------------------------------------------- | ------------------------------------------------- |

### Závod
| Pozice | #  | Jezdec           | Stroj    | Kola | Čas       | Rošt | Body |
| ------ | -- | ---------------- | -------- | ---- | --------- | ---- | ---- |
| 1      | 46 | Valentino Rossi  | Yamaha   | 24   | 43:09.599 | 4    | 25   |
| 2      | 1  | Casey Stoner     | Ducati   | 24   | +1.943    | 2    | 20   |
| 3      | 2  | Daniel Pedrosa   | Honda    | 24   | +4.866    | 5    | 16   |
| 4      | 48 | Jorge Lorenzo    | Yamaha   | 24   | +6.165    | 1    | 13   |
| 5      | 69 | Nicky Hayden     | Honda    | 24   | +24.593   | 3    | 11   |
| 6      | 65 | Loris Capirossi  | Suzuki   | 24   | +25.685   | 6    | 10   |
| 7      | 5  | Colin Edwards    | Yamaha   | 24   | +25.918   | 7    | 9    |
| 8      | 56 | Šinja Nakano     | Honda    | 24   | +26.003   | 9    | 8    |
| 9      | 4  | Andrea Dovizioso | Honda    | 24   | +26.219   | 13   | 7    |
| 10     | 21 | John Hopkins     | Kawasaki | 24   | +37.131   | 11   | 6    |
| 11     | 52 | James Toseland   | Yamaha   | 24   | +37.574   | 10   | 5    |
| 12     | 14 | Randy de Puniet  | Honda    | 24   | +38.020   | 8    | 4    |
| 13     | 33 | Marco Melandri   | Ducati   | 24   | +39.768   | 16   | 3    |
| 14     | 50 | Sylvain Guintoli | Ducati   | 24   | +45.846   | 15   | 2    |
| 15     | 13 | Anthony West     | Kawasaki | 24   | +55.748   | 17   | 1    |
| 16     | 24 | Toni Elias       | Ducati   | 24   | +59.320   | 14   |      |
| 17     | 15 | Alex de Angelis  | Honda    | 24   | +1:12.398 | 18   |      |
| Ret    | 7  | Chris Vermeulen  | Suzuki   | 16   | Porucha   | 12   |      |
| Ret    | 64 | Kósuke Akijoši   | Suzuki   | 0    | Nehoda    | 19   |      |

### Průběžná klasifikace jezdců a týmů
| Pos | #  | Jezdec           | Stroj  | Body |
| --- | -- | ---------------- | ------ | ---- |
| 1   | 46 | Valentino Rossi  | Yamaha | 312  |
| 2   | 1  | Casey Stoner     | Ducati | 220  |
| 3   | 2  | Daniel Pedrosa   | Honda  | 209  |
| 4   | 48 | Jorge Lorenzo    | Yamaha | 169  |
| 5   | 4  | Andrea Dovizioso | Honda  | 136  |
| 6   | 5  | Colin Edwards    | Yamaha | 118  |
| 7   | 7  | Chris Vermeulen  | Suzuki | 117  |
| 8   | 69 | Nicky Hayden     | Honda  | 115  |
| 9   | 65 | Loris Capirossi  | Suzuki | 96   |
| 10  | 56 | Šinja Nakano     | Honda  | 95   |

| Pos | Tým                     | Továrna  | Body |
| --- | ----------------------- | -------- | ---- |
| 1   | Fiat Yamaha Team        | Yamaha   | 481  |
| 2   | Repsol Honda Team       | Honda    | 326  |
| 3   | Ducati Marlboro Team    | Ducati   | 271  |
| 4   | Rizla Suzuki MotoGP     | Suzuki   | 233  |
| 5   | Tech 3 Yamaha           | Yamaha   | 208  |
| 6   | San Carlo Honda Gresini | Honda    | 151  |
| 7   | Alice Team              | Ducati   | 145  |
| 8   | JiR Team Scot MotoGP    | Honda    | 131  |
| 9   | Kawasaki Racing Team    | Kawasaki | 94   |
| 10  | LCR Honda MotoGP        | Honda    | 47   |

| Pos | Továrna  | Body |
| --- | -------- | ---- |
| 1   | Yamaha   | 335  |
| 2   | Ducati   | 261  |
| 3   | Honda    | 259  |
| 4   | Suzuki   | 159  |
| 5   | Kawasaki | 77   |

## 250cc

### Kvalifikace
| *                                                | *                                                   | *                                                  | *                                                  |
| _______1_______ Marco Simoncelli Gilera 1:51.473 |                                                     |                                                    |                                                    |
|                                                  | _______2_______ Hiroši Aojama Honda 1:51.719        |                                                    |                                                    |
|                                                  |                                                     | _______3_______ Alex Debon Aprilia 1:51.758        |                                                    |
|                                                  |                                                     |                                                    | _______4_______ Mika Kallio KTM 1:51.765           |
| _______5_______ Alvaro Bautista Aprilia 1:51.821 |                                                     |                                                    |                                                    |
|                                                  | _______6_______ Hector Faubel Aprilia 1:51.973      |                                                    |                                                    |
|                                                  |                                                     | _______7_______ Julian Simon KTM 1:52.033          |                                                    |
|                                                  |                                                     |                                                    | _______8_______ Júki Takahaši Honda 1:52.197       |
| _______9_______ Aleix Espargaro Aprilia 1:52.228 |                                                     |                                                    |                                                    |
|                                                  | _______10_______ Roberto Locatelli Gilera 1:52.259  |                                                    |                                                    |
|                                                  |                                                     | _______11_______ Mattia Pasini Aprilia 1:52.464    |                                                    |
|                                                  |                                                     |                                                    | _______12_______ Lukáš Pešek Aprilia 1:53.130      |
| _______13_______ Šója Tomizawa Honda 1:53.289    |                                                     |                                                    |                                                    |
|                                                  | _______14_______ Ratthapark Wilairot Honda 1:53.356 |                                                    |                                                    |
|                                                  |                                                     | _______15_______ Fabrizio Lai Gilera 1:53.496      |                                                    |
|                                                  |                                                     |                                                    | _______16_______ Takumi Takahaši Honda 1:53.660    |
| _______17_______ Alex Baldolini Aprilia 1:54.276 |                                                     |                                                    |                                                    |
|                                                  | _______18_______ Simone Grotzkyj Gilera 1:54.688    |                                                    |                                                    |
|                                                  |                                                     | _______19_______ Doni Tata Pradita Yamaha 1:55.015 |                                                    |
|                                                  |                                                     |                                                    | _______20_______ Manuel Hernandez Aprilia 1:55.675 |
| _______21_______ Daniel Arcas Aprilia 1:56.283   |                                                     |                                                    |                                                    |
|                                                  | _______22_______ Júki Itó Yamaha 1:57.053           |                                                    |                                                    |
|                                                  |                                                     | _______23_______ Imre Toth Aprilia 1:57.115        |                                                    |
|                                                  |                                                     |                                                    | _______24_______ Takumi Endó Yamaha 1:57.451       |
| ------------------------------------------------ | --------------------------------------------------- | -------------------------------------------------- | -------------------------------------------------- |

### Závod
| Pozice | #  | Jezdec              | Stroj   | Kola | Čas       | Rošt | Body |
| ------ | -- | ------------------- | ------- | ---- | --------- | ---- | ---- |
| 1      | 1  | Marco Simoncelli    | Gilera  | 23   | 43:09.385 | 1    | 25   |
| 2      | 19 | Alvaro Bautista     | Aprilia | 23   | +0.348    | 5    | 20   |
| 3      | 6  | Alex Debon          | Aprilia | 23   | +8.414    | 3    | 16   |
| 4      | 60 | Julian Simon        | KTM     | 23   | +9.151    | 7    | 13   |
| 5      | 36 | Mika Kallio         | KTM     | 23   | +17.041   | 4    | 11   |
| 6      | 72 | Júki Takahaši       | Honda   | 23   | +19.632   | 8    | 10   |
| 7      | 41 | Aleix Espargaro     | Aprilia | 23   | +19.892   | 9    | 9    |
| 8      | 75 | Mattia Pasini       | Aprilia | 23   | +20.442   | 11   | 8    |
| 9      | 4  | Hiroši Aojama       | KTM     | 23   | +22.303   | 2    | 7    |
| 10     | 15 | Roberto Locatelli   | Gilera  | 23   | +22.387   | 10   | 6    |
| 11     | 55 | Hector Faubel       | Aprilia | 23   | +32.851   | 6    | 5    |
| 12     | 52 | Lukáš Pešek         | Aprilia | 23   | +48.621   | 12   | 4    |
| 13     | 14 | Ratthapark Wilairot | Honda   | 23   | +48.803   | 14   | 3    |
| 14     | 66 | Šója Tomizawa       | Honda   | 23   | +49.572   | 13   | 2    |
| 15     | 32 | Fabrizio Lai        | Gilera  | 23   | +58.045   | 15   | 1    |
| 16     | 25 | Alex Baldolini      | Aprilia | 23   | +58.362   | 17   |      |
| 17     | 65 | Takumi Takahaši     | Honda   | 23   | +1:15.062 | 16   |      |
| 18     | 45 | Doni Tata Pradita   | Yamaha  | 23   | +1:49.930 | 19   |      |
| 19     | 43 | Manuel Hernandez    | Aprilia | 23   | +1:58.603 | 20   |      |
| 20     | 92 | Daniel Arcas        | Aprilia | 22   | +1 kolo   | 21   |      |
| 21     | 69 | Takumi Endó         | Yamaha  | 22   | +1 kolo   | 24   |      |
| 22     | 10 | Imre Toth           | Aprilia | 22   | +1 kolo   | 23   |      |
| 23     | 68 | Yúki Itó            | Yamaha  | 22   | +1 kolo   | 22   |      |
| Ret    | 35 | Simone Grotzkyj     | Aprilia | 0    | Nehoda    | 18   |      |

### Průběžná klasifikace jezdců a týmů
| Pos | #  | Jezdec           | Stroj   | Body |
| --- | -- | ---------------- | ------- | ---- |
| 1   | 58 | Marco Simoncelli | Gilera  | 215  |
| 2   | 19 | Alvaro Bautista  | Aprilia | 183  |
| 3   | 36 | Mika Kallio      | KTM     | 175  |
| 4   | 6  | Alex Debon       | Aprilia | 155  |
| 5   | 21 | Hector Barbera   | Aprilia | 142  |
| 6   | 75 | Mattia Pasini    | Aprilia | 125  |
| 7   | 72 | Júki Takahaši    | Honda   | 125  |
| 8   | 4  | Hiroši Aojama    | KTM     | 108  |
| 9   | 60 | Julian Simon     | KTM     | 96   |
| 10  | 12 | Thomas Lüthi     | Aprilia | 95   |

| Pos | Továrna | Body |
| --- | ------- | ---- |
| 1   | Aprilia | 282  |
| 2   | Gilera  | 234  |
| 3   | KTM     | 198  |
| 4   | Honda   | 132  |
| 5   | Yamaha  | 1    |

## 125cc

### Kvalifikace
| *                                                | *                                                   | *                                                 | *                                                  |
| _______1_______ Mike Di Meglio Derbi 1:58.678    |                                                     |                                                   |                                                    |
|                                                  | _______2_______ Stefan Bradl Aprilia 1:59.059       |                                                   |                                                    |
|                                                  |                                                     | _______3_______ Nicolas Terol Aprilia 1:59.104    |                                                    |
|                                                  |                                                     |                                                   | _______4_______ Sandro Cortese Aprilia 1:59.132    |
| _______5_______ Gábor Talmácsi Aprilia 1:59.179  |                                                     |                                                   |                                                    |
|                                                  | _______6_______ Scott Redding Aprilia 1:59.351      |                                                   |                                                    |
|                                                  |                                                     | _______7_______ Dominique Aegerter Derbi 1:59.463 |                                                    |
|                                                  |                                                     |                                                   | _______8_______ Pol Espargaro Derbi 1:59.562       |
| _______9_______ Andrea Iannone Aprilia 1:59.565  |                                                     |                                                   |                                                    |
|                                                  | _______10_______ Sergio Gadea Aprilia 1:59.695      |                                                   |                                                    |
|                                                  |                                                     | _______11_______ Tomojoši Kojama KTM 1:59.739     |                                                    |
|                                                  |                                                     |                                                   | _______12_______ Joan Olive Derbi 1:59.756         |
| _______13_______ Marc Marquez KTM 1:59.783       |                                                     |                                                   |                                                    |
|                                                  | _______14_______ Bradley Smith Aprilia 1:59.784     |                                                   |                                                    |
|                                                  |                                                     | _______15_______ Simone Corsi Aprilia 1:59.919    |                                                    |
|                                                  |                                                     |                                                   | _______16_______ Efren Vazquez Aprilia 1:59.956    |
| _______17_______ Stevie Bonsey Aprilia 2:00.112  |                                                     |                                                   |                                                    |
|                                                  | _______18_______ Danny Webb Aprilia 2:00.125        |                                                   |                                                    |
|                                                  |                                                     | _______19_______ Raffaele de Rosa KTM 2:00.404    |                                                    |
|                                                  |                                                     |                                                   | _______20_______ Takaaki Nakagami Aprilia 2:00.434 |
| _______21_______ Esteve Rabat KTM 2:01.121       |                                                     |                                                   |                                                    |
|                                                  | _______22_______ Alexis Masbou Loncin 2:01.247      |                                                   |                                                    |
|                                                  |                                                     | _______23_______ Lorenzo Zanetti KTM 2:01.279     |                                                    |
|                                                  |                                                     |                                                   | _______24_______ Michael Ranseder Aprilia 2:01.395 |
| _______25_______ Robin Lasser Aprilia 2:01.458   |                                                     |                                                   |                                                    |
|                                                  | _______26_______ Iori Namihira Honda 2:01.944       |                                                   |                                                    |
|                                                  |                                                     | _______27_______ Hiroomi Iwata Honda 2:01.946     |                                                    |
|                                                  |                                                     |                                                   | _______28_______ Pablo Nieto KTM 2:02.000          |
| _______29_______ Adrian Martin Aprilia 2:02.069  |                                                     |                                                   |                                                    |
|                                                  | _______30_______ Marco Ravaioli Aprilia 2:02.148    |                                                   |                                                    |
|                                                  |                                                     | _______31_______ Jonas Folger KTM 2:02.270        |                                                    |
|                                                  |                                                     |                                                   | _______32_______ Yuuichi Yanagisawa Honda 2:02.488 |
| _______33_______ Robert Muresan Aprilia 2:02.656 |                                                     |                                                   |                                                    |
|                                                  | _______34_______ Kazuma Watanabe Honda 2:02.708     |                                                   |                                                    |
|                                                  |                                                     | _______35_______ Hiroki Ono Honda 2:02.833        |                                                    |
|                                                  |                                                     |                                                   | _______36_______ Jules Cluzel Loncin 2:03.058      |
| _______37_______ Cyril Carrillo Honda 2:03.426   |                                                     |                                                   |                                                    |
|                                                  | _______38_______ Hugo van den Berg Aprilia 2:03.494 |                                                   |                                                    |
|                                                  |                                                     | _______39_______ Bastien Chesaux Aprilia 2:04.091 |                                                    |
| ------------------------------------------------ | --------------------------------------------------- | ------------------------------------------------- | -------------------------------------------------- |

### Závod
| Pozice | #  | Jezdec             | Stroj   | Kola | Čas       | Rošt | Body |
| ------ | -- | ------------------ | ------- | ---- | --------- | ---- | ---- |
| 1      | 17 | Stefan Bradl       | Aprilia | 20   | 39:57.228 | 2    | 25   |
| 2      | 63 | Mike Di Meglio     | Derbi   | 20   | +0.151    | 1    | 20   |
| 3      | 1  | Gábor Talmácsi     | Aprilia | 20   | +0.281    | 5    | 16   |
| 4      | 6  | Joan Olive         | Derbi   | 20   | +5.945    | 12   | 13   |
| 5      | 18 | Nicolas Terol      | Aprilia | 20   | +6.072    | 3    | 11   |
| 6      | 11 | Sandro Cortese     | Aprilia | 20   | +6.135    | 4    | 10   |
| 7      | 24 | Simone Corsi       | Aprilia | 20   | +6.455    | 15   | 9    |
| 8      | 45 | Scott Redding      | Aprilia | 20   | +25.393   | 6    | 8    |
| 9      | 33 | Sergio Gadea       | Aprilia | 20   | +25.537   | 10   | 7    |
| 10     | 99 | Danny Webb         | Aprilia | 20   | +26.192   | 18   | 6    |
| 11     | 71 | Tomojoši Kojama    | KTM     | 20   | +27.307   | 11   | 5    |
| 12     | 35 | Raffaele de Rosa   | KTM     | 20   | +39.536   | 19   | 4    |
| 13     | 73 | Takaaki Nakagami   | Aprilia | 20   | +43.745   | 20   | 3    |
| 14     | 7  | Efren Vazquez      | Aprilia | 20   | +51.629   | 16   | 2    |
| 15     | 5  | Alexis Masbou      | Loncin  | 20   | +51.899   | 22   | 1    |
| 16     | 94 | Jonas Folger       | KTM     | 20   | +51.931   | 31   |      |
| 17     | 8  | Lorenzo Zanetti    | KTM     | 20   | +51.962   | 23   |      |
| 18     | 22 | Pablo Nieto        | KTM     | 20   | +52.589   | 28   |      |
| 19     | 77 | Dominique Aegerter | Derbi   | 20   | +56.837   | 7    |      |
| 20     | 51 | Stevie Bonsey      | Aprilia | 20   | +56.977   | 17   |      |
| 21     | 72 | Marco Ravaioli     | Aprilia | 20   | +58.626   | 30   |      |
| 22     | 58 | Yuuichi Yanagisawa | Honda   | 20   | +59.926   | 32   |      |
| 23     | 21 | Robin Lasser       | Aprilia | 20   | +1:09.782 | 25   |      |
| 24     | 59 | Hiroki Ono         | Honda   | 20   | +1:14.883 | 35   |      |
| 25     | 26 | Adrian Martin      | Aprilia | 20   | +1:26.120 | 29   |      |
| 26     | 36 | Cyril Carrillo     | Honda   | 20   | +1:29.130 | 37   |      |
| Ret    | 38 | Bradley Smith      | Aprilia | 16   | Porucha   | 14   |      |
| Ret    | 62 | Kazuma Watanabe    | Honda   | 16   | Porucha   | 34   |      |
| Ret    | 60 | Michael Ranseder   | Aprilia | 14   | Porucha   | 24   |      |
| Ret    | 57 | Iori Namihira      | Honda   | 11   | Porucha   | 26   |      |
| Ret    | 50 | Hiroomi Iwata      | Honda   | 10   | Porucha   | 27   |      |
| Ret    | 48 | Bastien Chesaux    | Aprilia | 8    | Nehoda    | 39   |      |
| Ret    | 95 | Robert Muresan     | Aprilia | 6    | Nehoda    | 33   |      |
| Ret    | 12 | Esteve Rabat       | KTM     | 0    | Kolize    | 21   |      |
| Ret    | 16 | Jules Cluzel       | Loncin  | 0    | Kolize    | 36   |      |
| Ret    | 29 | Andrea Iannone     | Aprilia | 0    | Kolize    | 9    |      |
| Ret    | 44 | Pol Espargaro      | Derbi   | 0    | Kolize    | 8    |      |
| Ret    | 56 | Hugo van den Berg  | Aprilia | 0    | Kolize    | 38   |      |
| Ret    | 93 | Marc Marquez       | KTM     | 0    | Kolize    | 13   |      |

### Průběžná klasifikace jezdců a týmů
| Pos | #  | Jezdec         | Stroj   | Body |
| --- | -- | -------------- | ------- | ---- |
| 1   | 63 | Mike Di Meglio | Derbi   | 212  |
| 2   | 24 | Simone Corsi   | Aprilia | 176  |
| 3   | 17 | Stefan Bradl   | Aprilia | 167  |
| 4   | 1  | Gábor Talmácsi | Aprilia | 165  |
| 5   | 18 | Nicolas Terol  | Aprilia | 149  |
| 6   | 6  | Joan Olive     | Derbi   | 131  |
| 7   | 38 | Bradley Smith  | Aprilia | 117  |
| 8   | 11 | Sandro Cortese | Aprilia | 107  |
| 9   | 44 | Pol Espargaro  | Derbi   | 103  |
| 10  | 45 | Scott Redding  | Aprilia | 91   |

| Pos | Továrna | Body |
| --- | ------- | ---- |
| 1   | Aprilia | 331  |
| 2   | Derbi   | 267  |
| 3   | KTM     | 100  |
| 4   | Honda   | 3    |
| 5   | Loncin  | 2    |

| Předchozí Velká cena: Velká cena Indianapolis 2008 | Mistrovství světa silničních motocyklů 2008 | Následující Velká cena: Velká cena Austrálie 2008 |
| Předchozí ročník: Velká cena Japonska 2007         | Velká cena Japonska                         | Následující ročník: Velká cena Japonska 2009      |